# Rambla de Badalona
La Rambla de Badalona, oficialment passeig de la Rambla, és un vial urbà per a trànsit de vianants de Badalona, ubicat al barri del Centre, just al costat de la via del tren. El passeig i el conjunt arquitectònic estan protegits com a Bé Cultural d'Interès Local (IPA: 20516). És una rambla en el sentit de passeig ciutadà, en tant que discorre paral·lela al mar, en lloc de fer-ho perpendicular com ho fan les rambles que discorren a sobre d'una antiga riera. Tanmateix, no és el passeig marítim de la ciutat, ho havia estat antigament, que discorre paral·lel a la Rambla, a l'altra banda de la via del tren.
Antigament era un sorral davant de la platja que empraven els pescadors, al segle xix els terrenys van ser homogeneïtzats i es van seguir projectes d'urbanització dels arquitectes Francisco de Paula del Villar y Lozano i Pere Falqués i Urpí. Al llarg de la seva història ha estat el passeig per excel·lència a Badalona, amb gran presència de locals lúdics i de restauració, institucions i entitats socials i culturals. A més, és també un punt de trobada durant les Festes de Maig i la Festa Major d'Agost.

## Descripció
Juntament amb el carrer de Mar, la Rambla és un dels carrers amb més personalitat de la Badalona actual. Zona de passeig per definició, es desenvolupa paral·lelament a la platja, de la qual la separa la via fèrria de la línia del Maresme, com a principal obstacle. Actualment és totalment una via de vianants, que discorre entre dues fileres de palmeres i seu de terrasses i tota mena d'activitats públiques.

## Història
En origen, l'espai que ocupa avui dia la Rambla era un sorral que utilitzaven els pescadors badalonins. Els terrenys, de fet, eren propietat dels marquesos de Barberà, senyors de Badalona, i van ser cedits a l'Ajuntament de Badalona, quan el consistori va prendre la decisió d'urbanitzar el sorral davant de la platja. L'espai va ser homogeneïtzat a finals del segle xix amb la plantació de les palmeres, dissenyat per l'arquitecte municipal Francesc de Paula Villar i Lozano. S'hi va afegir durant un temps el complement d'una cascada que imitava formes geològiques que fou eliminada durant els anys 20.

## Llocs d'interès

### Ca l'Escanyaralets

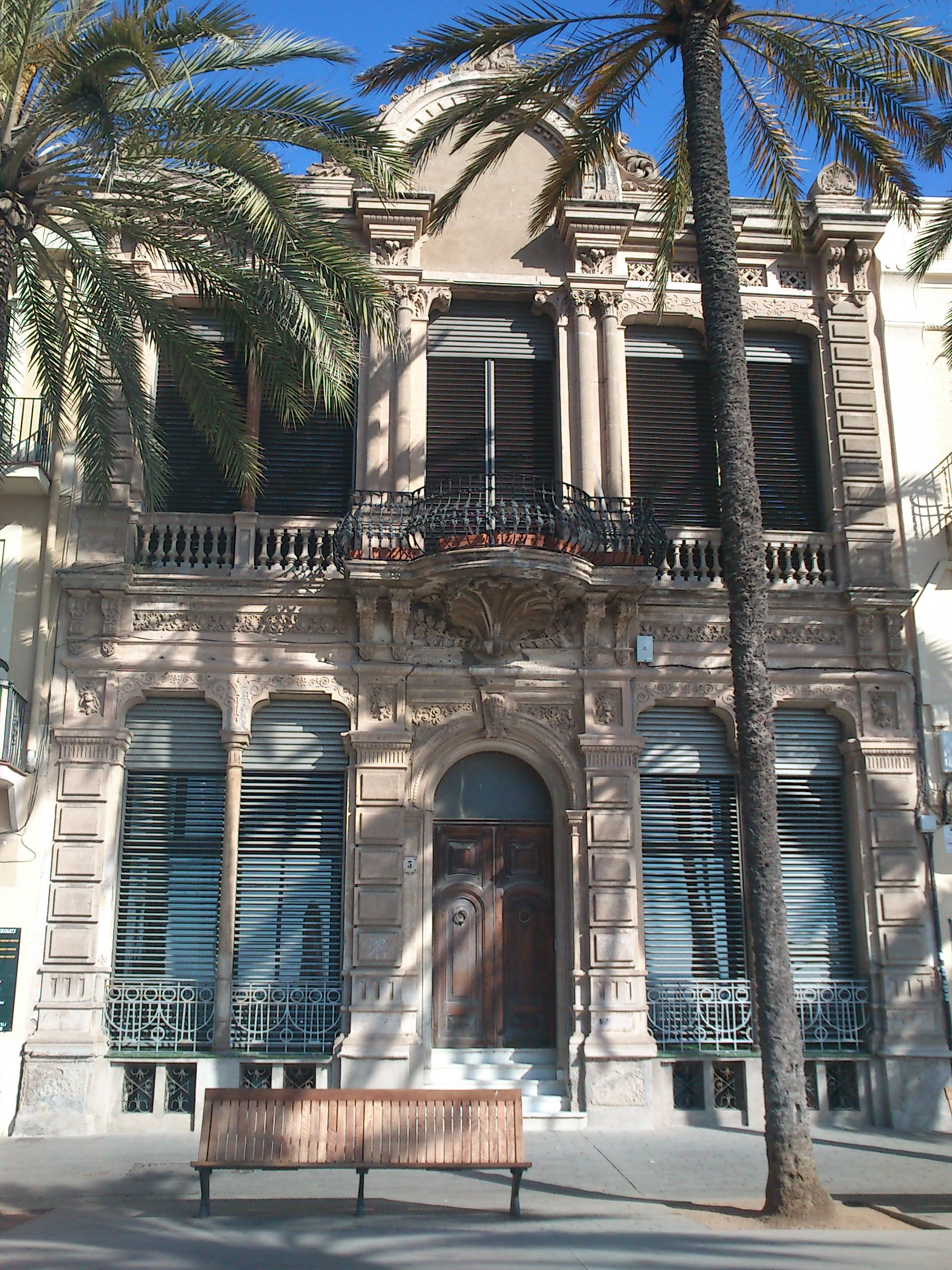
Ca l'Escanya-ralets

És un edifici entre mitgeres, amb planta baixa i pis, amb una gran altura de sostre amb façanes tant a la Rambla com al carrer de Santa Teresa, paral·lel al primer. L'arquitecte fou Joan Baptista Pons i Trabal, amb permís d'obres de Modest Andreu de l'any 1896. La seva morfologia s'emmarca en els estils eclèctic i modernista, amb la façana de la Rambla ricament ornamentada. Són interessants el balcó i els seus interiors, que compten amb diversos exemples de forjats.
Originalment va ser construïda per ser un local públic, va acollir la cerveseria La Palmera, un casino i també la seu del Foment Industrial de Badalona. Actualment és de caràcter privat i d'ús residencial i està protegit com a Bé Cultural d'Interès Local.

### Cor de Marina

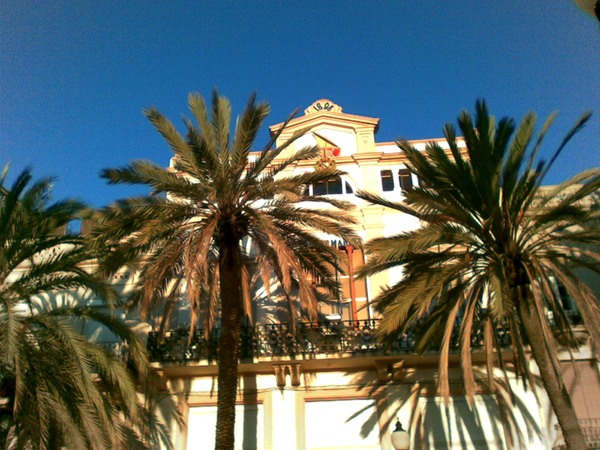
Cor de marina

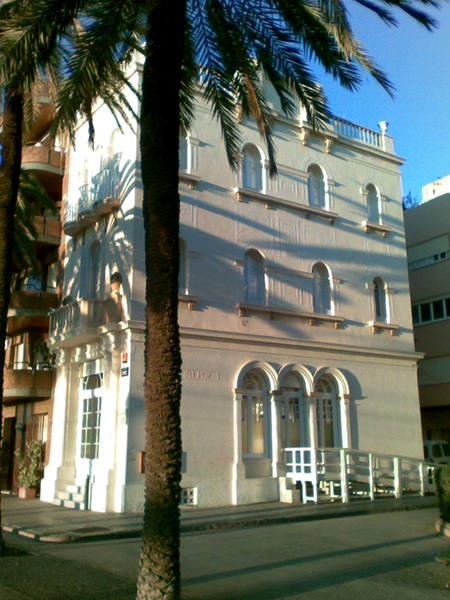
Escola del Mar

L'edifici del Cor de Marina és també obra de Pons i Trabal, i va ser inaugurat el Nadal de 1898. Posteriorment va ser reformat per Joan Padrós i Fornaguera. És també Bé Cultural d'Interès Local. És propietat de la societat coral, que l'ha emprat com a seu des de la seva fundació, si bé els baixos ha tingut diversos usos, de restauració o com a sala de festes.
Com en el cas anterior, és un edifici entre mitgeres, amb dues façanes tant a la Rambla com al carrer de Santa Teresa. Té soterrani, baixos amb altell, primer pis i golfes. La seva façana està ben composta, finestrals amb brancals i columnes de pedra (antigament també en tenia als baixos). És característic el remat de la façana, decorat amb una barca de vela.

### Escola del Mar
És un edifici de tipus senyorial situat al final de l'illa de cases de la Rambla, on s'inicien la unió del passeig amb el carrer de Santa Madrona. L'edifici va ser construït la dècada de 1920 i originalment aquest edifici va ser utilitzat com a extensió de l'antic restaurant de Can Ramonet. Actualment és el Centre d'Estudis Marins de Badalona, o simplement Escola del Mar. La institució va ser creada el 1987 amb la voluntat de mantenir els vincles de la ciutat al mar. Es dedica tant a la recerca, com a la difusió i divulgació de la memòria i la relació de Badalona amb el mar a nivell local.

### Monument a Roca i Pi

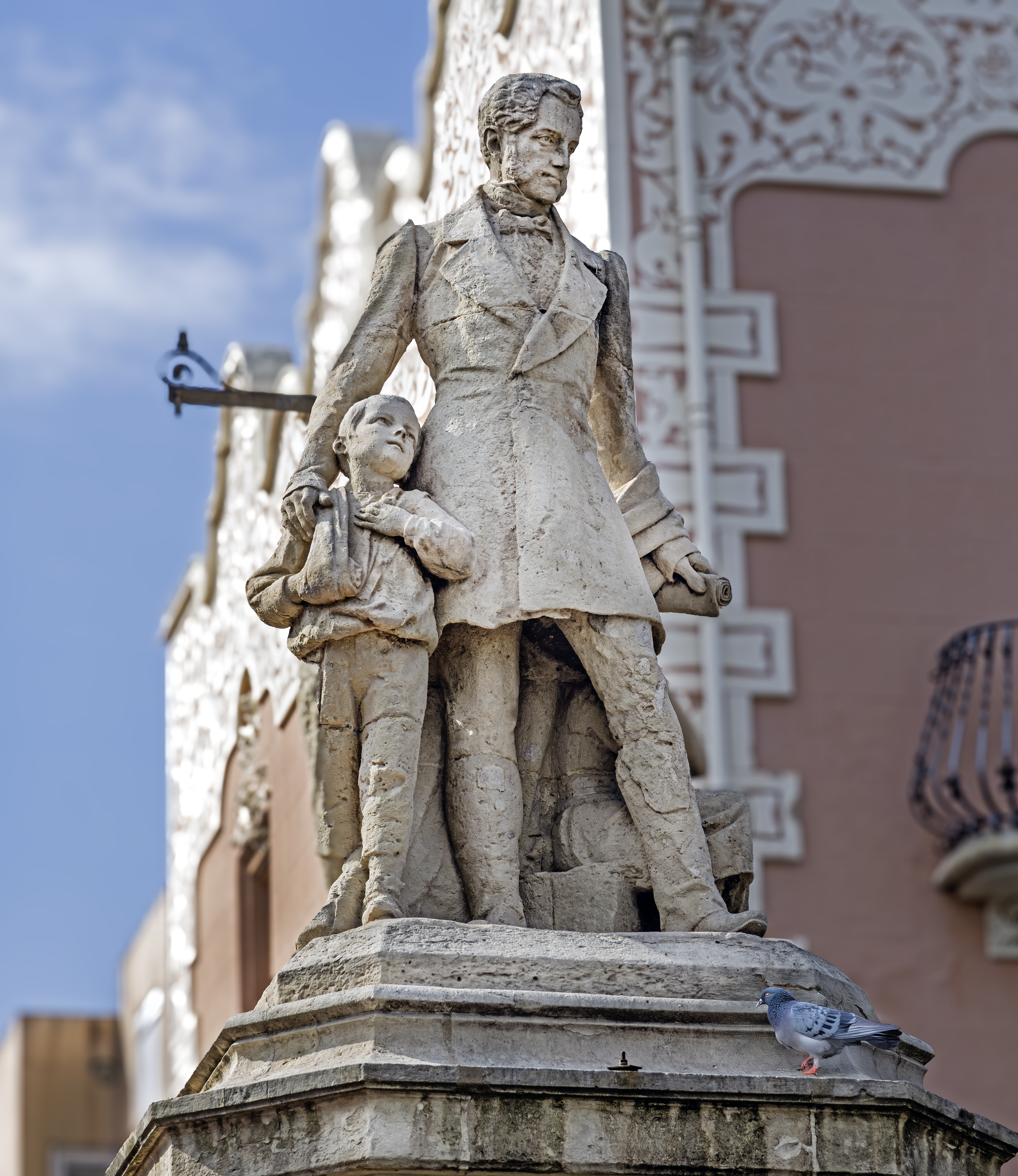
El monument a Roca i Pi, gairebé a l'entrada del carrer del Carme.

Un dels elements més característics i coneguts del passeig és el monument a Roca i Pi, format per un pedestal i una estàtua de cos sencer que ret homenatge a l'empresari i filantrop barceloní Vicenç de Paül Roca i Pi (1750-1852), resident en els seus darrers anys a Badalona, on va exercir àmpliament la caritat i que, en morir, deixà els seus béns als pobres domiciliats a la vila.
Anys després de la seva mort, el 15 d'agost de 1894, dia de la Festa Major, l'Ajuntament de Badalona i la ciutat en el seu conjunt, en agraïment, li dedicà un monument, que es va situar al centre de la Rambla. Durant l'acte, l'alcalde Joaquim Palay i Jaurés va fer un discurs i les corals La Badalonense i La Palma van interpretar himnes en honor de Roca i Pi. El monument en el seu conjunt fou projectat per l'arquitecte municipal Joan Baptista Pons i Trabal, mentre que l'estàtua fou realitzada per l'escultor Torquat Tasso i Nadal.
El monument va estar des de la seva inauguració al centre del passeig a l'altura del carrer del Carme, això fins a l'any 1936, que va ser desmuntat per substituir-lo per un de nou, però per problemes econòmics no es va arribar a construir mai el nou. La raó oficial, d'altra banda, fou que s'havia d'organitzar a l'estiu una fira de mostres per part dels industrials badalonins, malgrat que aquesta no es va arribar a realitzar mai per l'esclat de la Guerra Civil, el monument va ser desmuntat i desat en un magatzem municipal, d'una banda, i el badiu de la seu de l'Agrupació Excursionista de Badalona, per l'altra, on restà abandonat fins a 1943. Aquell any el consistori decideix tornar a recol·locar el monument, no en el seu emplaçament original sinó en una nova localització a la Rambla, ja prevista el 1931, i que és la que té avui actualment, davant del final del carrer del Carme.